# Степной орёл
Степной орёл (лат. Aquila nipalensis) — хищная птица из семейства ястребиных.
Согласно последним научным данным и анализам ДНК, в Африке и Индии постоянно обитает другой, внешне похожий на степного орла (Aquila nipalensis), вид — каменный орёл (Aquila rapax). Ранее эти виды таксономически не разделялись некоторыми учёными.

## Описание
Общая длина 60—85 см, длина крыла 51—65 см, размах крыльев 220—230 см, масса птиц 2,7—4,8 кг. Самки крупнее самцов.
Окраска взрослых птиц (четырёхлетних и старше) тёмно-бурая, часто с рыжеватым пятном на затылке, с чёрно-бурыми первостепенными маховыми, где на основании внутренних опахал имеются серо-бурые пестрины; рулевые перья тёмно-бурые с серыми поперечными полосами. Радужина орехово-бурая, клюв серовато-черноватый, когти черные, восковица и ноги жёлтые. В первом годовом наряде молодые птицы бледно-буровато-охристые с охристыми пестринами и надхвостьем; рулевые перья бурые с охристыми каймами.

## Ареал и гнездование
Гнездовая область охватывает степной юг РФ (степные районы Ставропольского края, Оренбургскую область, Калмыкию, Астраханскую, Волгоградскую и Ростовскую области, юг Урала, Юго-Восточную и Юго-Западную Сибирь), Переднюю, Среднюю и Центральную Азию и западные части Китая. Места зимовки — северо-восточные, восточные, центральные и южные части Африки, Индия, Аравийский полуостров. Гнезда устраивает на земле, небольших кустах и скалах, стогах, реже на деревьях и опорах линии электропередач. На территории России находится на грани исчезновения.
Откладывание яиц происходит: в западных частях — в апреле (вторая половина), в восточных — примерно в середине мая. В кладке 1—2 белых, слегка испещрённых бурым яйца. Насиживание продолжается 40—45 дней, гнездовой период — около 60 дней. В августе птенцы уже умеют летать.                                                                                                

### Степной орёл на территории Казахстана
Согласно последней оценке численности 2018 года в Казахстане гнездится 26260 пар, или около 75 % мировой популяции степного орла. На гнездовании в Казахстане неравномерно распределён по трём группировкам: в западном, центральном и восточном Казахстане. Самая крупная из них — западная, которая насчитывает около 17200 пар. Помимо гнездования, во время летних кочёвок по территории Казахстана перемещается большое количество неполовозрелых особей. Также степные орлы из России, западной Монголии и северо-западного Китая летят через Казахстан на зимовку. Например, только на одном миграционном участке в Каратау встречается более 15500 особей. В целом через Казахстан может пролетать до 90 % всей мировой популяции вида.

## Питание
Кормится грызунами средней величины, главным образом сусликами, также зайцами, мелкими грызунами, иногда птенцами или подлётками птиц, охотно ест падаль, иногда и пресмыкающихся.

## Охранный статус
Малочисленный вид, численность продолжает сокращаться почти по всему ареалу. Много птиц, особенно молодых, гибнет на линиях электропередач. Занесён в Красные книги Казахстана, Российской Федерации (как один вид с каменными орлами, Aquila rapax).

### Угрозы существованию вида
В числе актуальных угроз для существования степного орла на территории Казахстана, где гнездится 75 % и пролетает до 90 % мировой популяции вида:
- утрата и деградация местообитаний;
- поражение током на воздушных линиях электропередачи;
- сокращение обеспеченности пищевыми ресурсами;
- целевое и непреднамеренное отравление;
- намеренный отстрел и добывание охотниками.

Растущую потенциальную угрозу представляют генерирующие объекты ветровой и, в меньшей степени, солнечной энергетики.
На сегодня ведущую роль в снижении численности вида играет сокращение количества и доступности кормовых ресурсов . На юге и юго-востоке Казахстана наблюдается затяжная депрессия численности грызунов, коснувшаяся всех видов — от большой песчанки и жёлтого суслика до полёвок.
Севернее, например в Калбинском нагорье, кормовая база степного орла состоит из краснощекого и длиннохвостого суслика, алтайского цокора, степной и алтайской пищухи. Тут не наблюдается такого катастрофического сокращения популяций грызунов. Это способствует сохранению достаточно стабильной локальной гнездовой группировки степного орла.

## Галерея

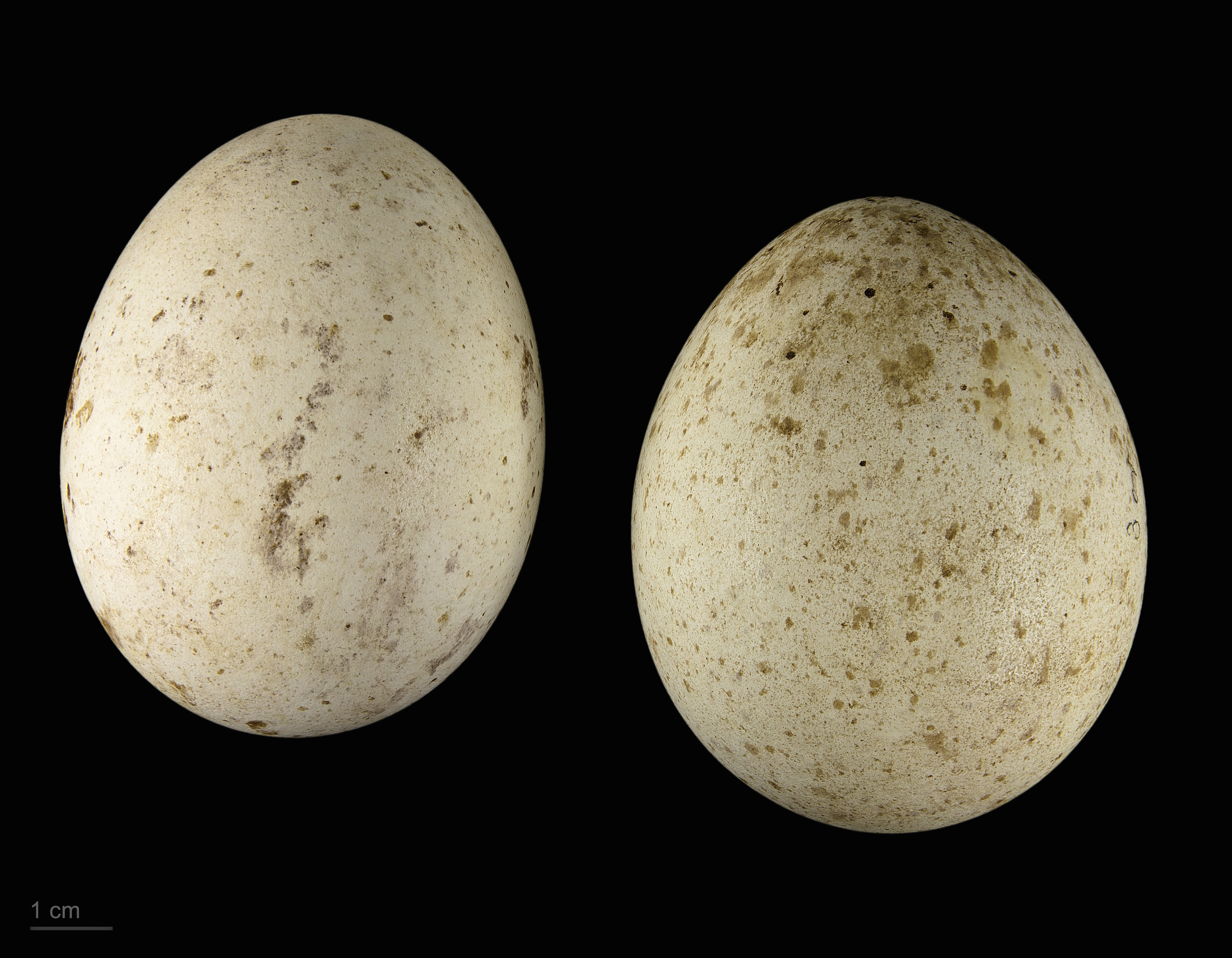
Яйца степного орла
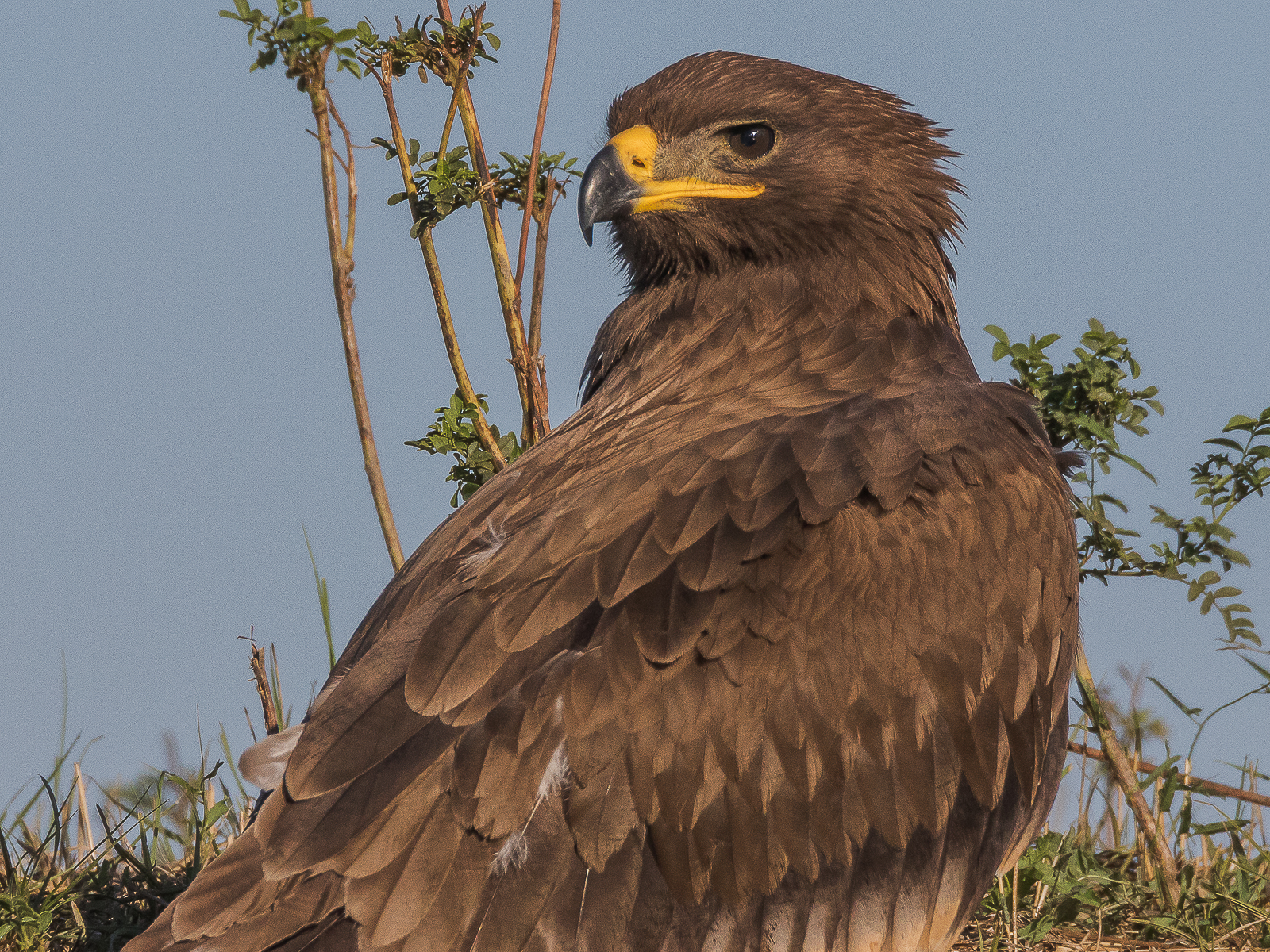
Степной орёл в Астраханском заповеднике
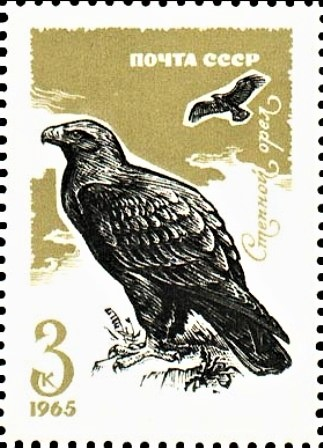
Степной орёл на почтовой марке СССР из серии «Хищные птицы», 1965
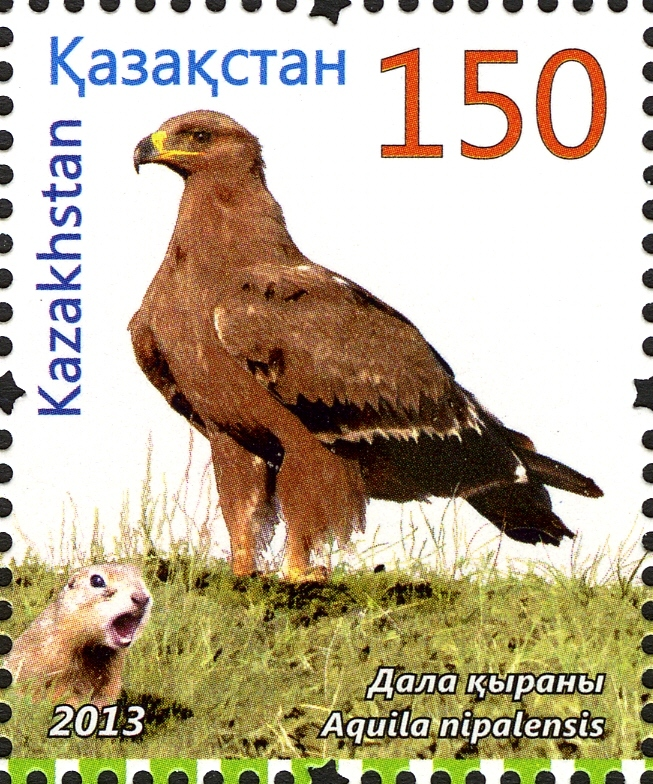
Степной орёл на почтовой марке Казахстана, 2013
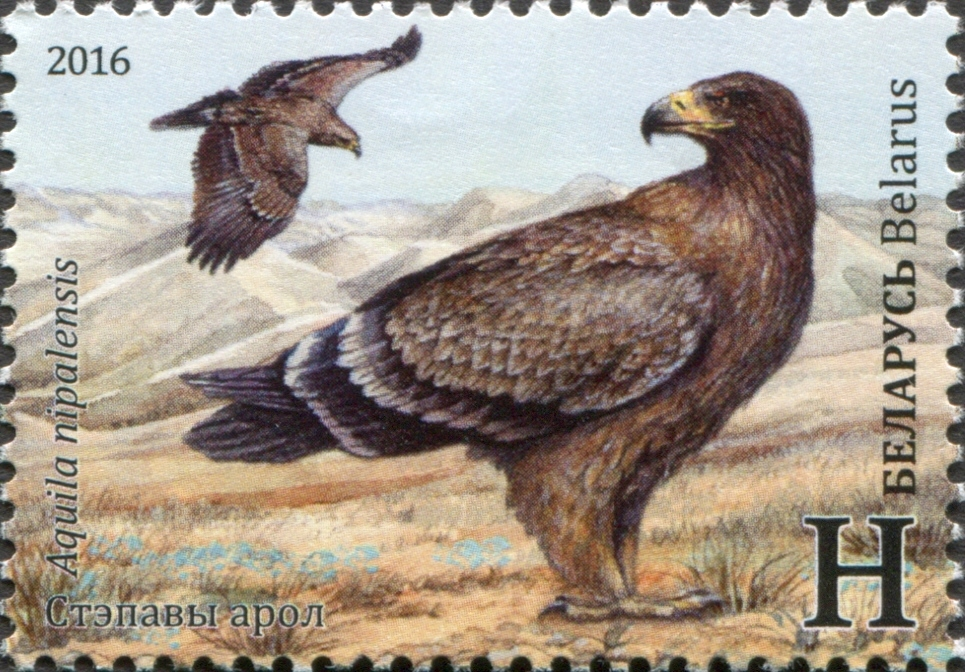
Степной орёл на почтовой марке Белоруссии, 2016